# 왕리쿤
왕리쿤(중국어 간체자: 王丽坤, 정체자: 王麗坤, 병음: Wáng Lìkūn, 한자음: 왕려곤, 1985년 3월 22일~)은 중화인민공화국의 배우이다.

## 작품 목록

### 텔레비전 드라마
- 2006 《칠검하천산》 - 유욱방(劉郁芳) 역
- 2007 《금이환》 - 루바오전(陆保珍) 역
- 2007 《애취애료》 - 장톈위(张天玉) 역
- 2008 《5호특공조》 - 가오한(高寒) 역
- 2008 《혈색미무》 - 정샤오충(郑晓聪) 역
- 2009 《가유우아》 - 캉유야(康优雅) 역
- 2010 《무간유애》 - 샤오쉐(小雪) 역
- 2010 《미인심계》 - 섭진아(聶慎兒), 왕지(王娡) 역
- 2010 《고밀자》 - 다이슈야(戴秀雅) 역
- 2010 《미안 1937》- 리멍루(李梦露), 리멍주(李梦珠) 역
- 2011 《용문역참》- 주아(珠儿) 역
- 2011 《성녀적황금시대》- 량솽(梁爽) 역
- 2011 《이발사》- 쑹자이(宋嘉仪) 역
- 2011 《애상미소》- 천량위안(陈良缘) 역
- 2011 《미인천하》- 백합(百合) 역
- 2012 《혼소》- 양쉐(阳雪) 역
- 2012 《청맹》- 왕링위(王玲雨) 역
- 2012 《연배투》- 마샤오후이(马小茴) 역
- 2012 《5호특공조2》 - 가오한(高寒) 역
- 2012 《연배투》- 마샤오후이(马小茴) 역
- 2012 《북경청년》- 런즈러(任知了) 역
- 2013 《창화》- 판루(樊露) 역
- 2013 《영하 33도》- 창칭(常青) 역
- 2014 《애적다미낙》- 셰샤오눠(谢小诺) 역
- 2014 《전신》- 린옌(林燕) 역
- 2015 《상명백료재결혼》- 위샤오위(于小鱼) 역
- 2015 《양생화》- 옌쑹(颜宋) 역
- 2015 《애정주보》- 쉬수이징(徐水晶) 역
- 2015 《협로》- 먀오칭(苗青) 역
- 2017 《표양과해래간니》- 쑤망(苏芒) 역
- 2017 《봉황무쌍》- 묘천천(缪芊芊), 섭무쌍(聂无双) 역
- 2019 《봉신연의》 - 달기(妲己) 역
- 2021 《경산력해》- 우샤오하오(吴小蒿) 역
- 2021 《해양지성》- 톈웨(天悅) 역
- 2021 《광영여몽상》- 양카이후이(杨开慧) 역
- 2021 《삼생유행우상니》- 우스이(伍十一) 역
- 2023 《무간》- 화샹위(花向雨) 역
- 2023 《작작풍류》- 유가공주(柔嘉公主) 역
- 2023 《특공임무》- 장자후이(张嘉惠) 역
- 2023 《특공임무》- 장자후이(张嘉惠) 역
- 2024 《대당적공안》- 조안(曹安) 역

### 영화
- 2008 《팔십일격》- 후옌팅(胡燕婷) 역
- 2014 《전임공략》- 뤄첸(罗茜) 역
- 2015 《유일개지방지유아문지도》- 진톈(金天) 역
- 2015 《중생애인》- 쑤잉(苏莹) 역
- 2017 《서유복요편》- 척진씨(戚秦氏) 역
- 2017 《정우만합돈》- 바이치(白淇) 역
- 2018 《막후완가》- 웨이쓰멍(魏思蒙) 역
- 2019 《결승시각》- 위위(盂予) 역
- 2021 《시신령》- 도화요(桃花妖) 역
- 2023 《검찰풍운》- 샤웨이(夏薇) 역
- 2024 《금전보루》- 관제(关洁) 역

## 수상
- 2012년 국극성전 돌파정신상
- 2015년 베이징 대학생 영화제 인기여우상
- 2021년 화정상 인기상